# Burgenregion Allgäu-Außerfern
Die Burgenregion Allgäu-Außerfern umfasst 45 Burgen, Burgställe, Stadtbefestigungen und Festungsbauten im bayerischen Allgäu (39) und im österreichischen Außerfern (6) sowie einen Mittelalterspielplatz in Pfronten. Das Konzept wurde ab 2004 im Rahmen eines LEADER+-Projektes der EU unter der fachlichen Leitung des Mittelalterarchäologen Joachim Zeune erarbeitet und bis 2008 umgesetzt. Es wird seit 2018 weitergeführt durch die Einbeziehung neuer Objekte und des Außerferns. Das grenzüberschreitende Erschließungskonzept soll den Burgenreichtum der Region wissenschaftlich aufbereiten und schützen, aber auch  touristisch aufwerten.

## Die Burgenregion

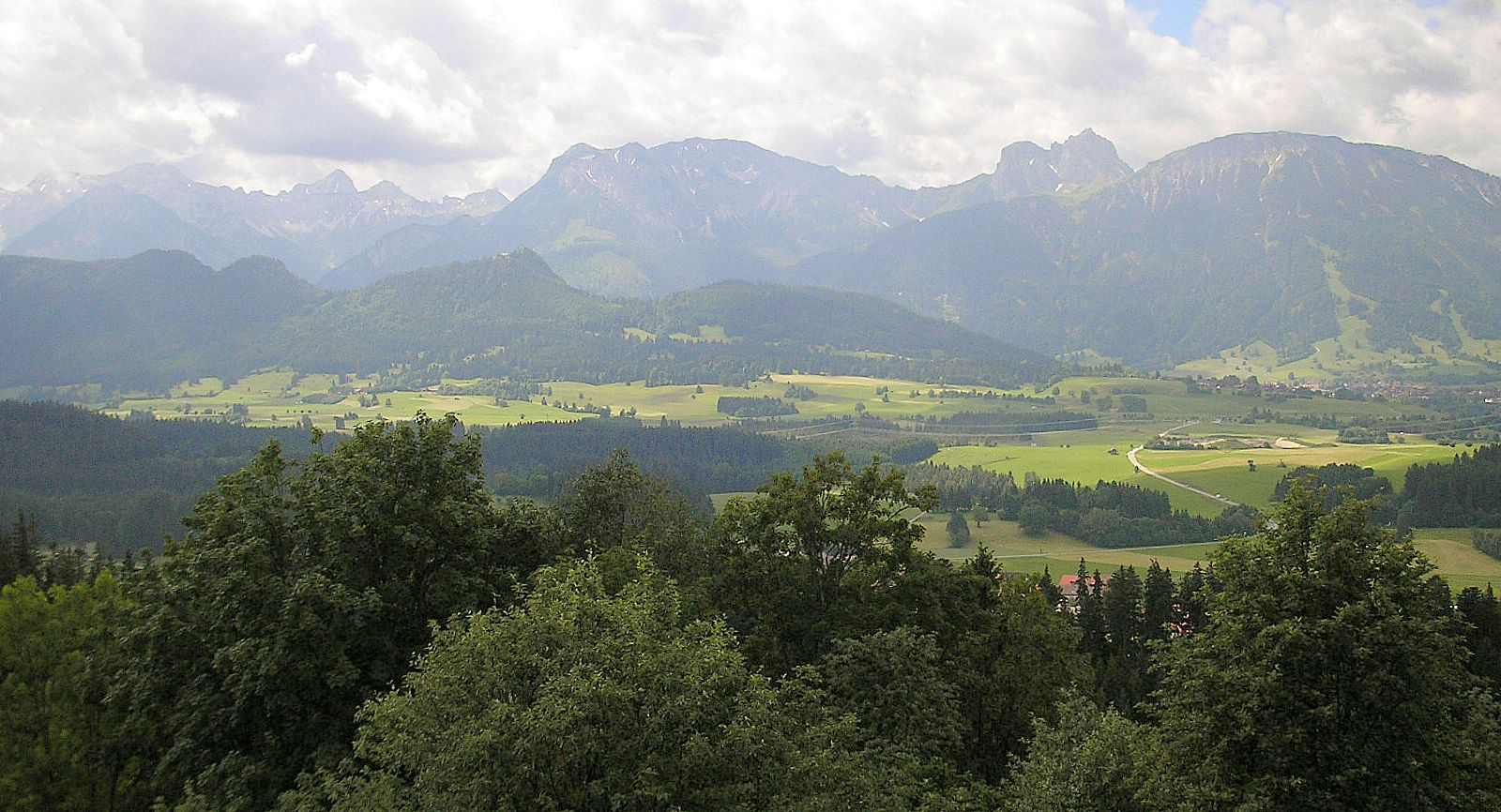
Blick von der Burg Hohenfreyberg zur Burg Falkenstein. Im Hintergrund die Tannheimer Berge

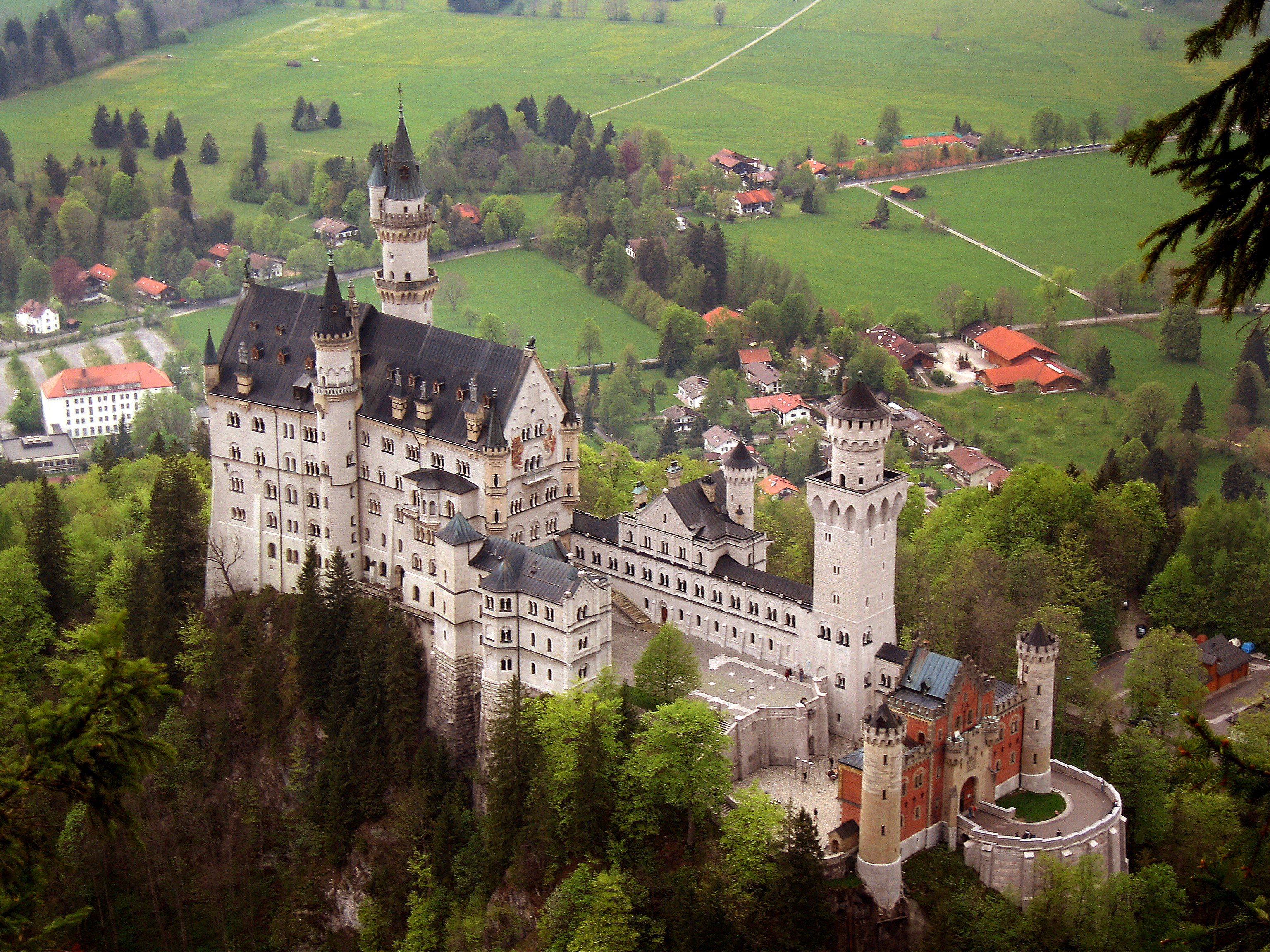
Schloss Neuschwanstein

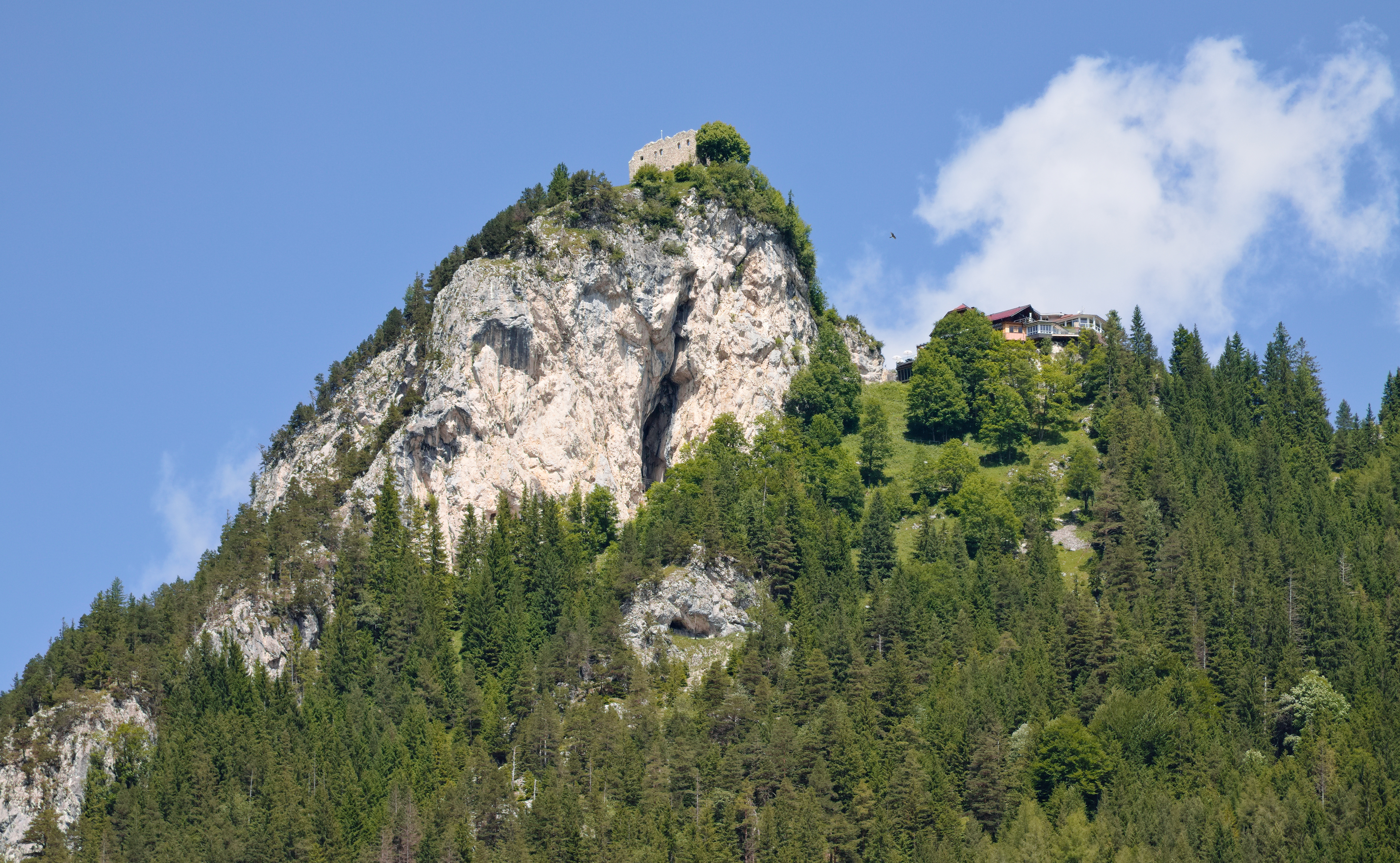
Burg Falkenstein

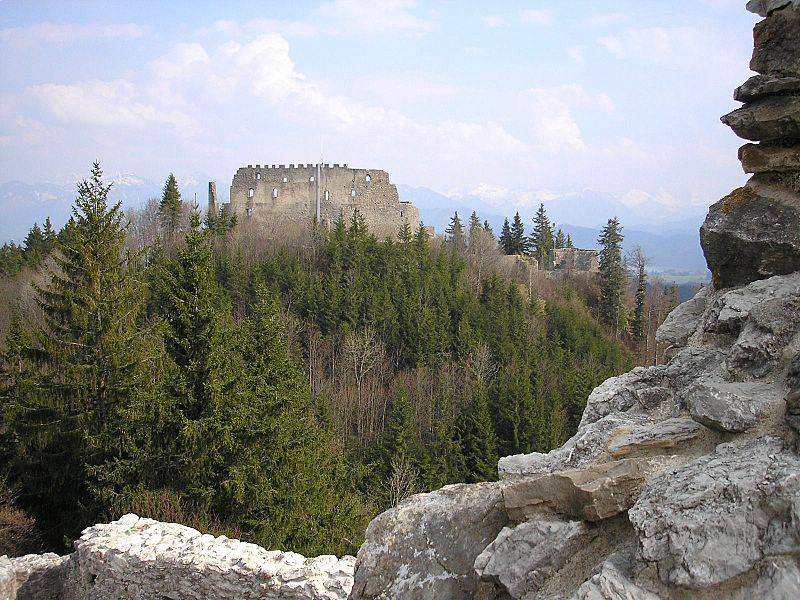
Burg Eisenberg

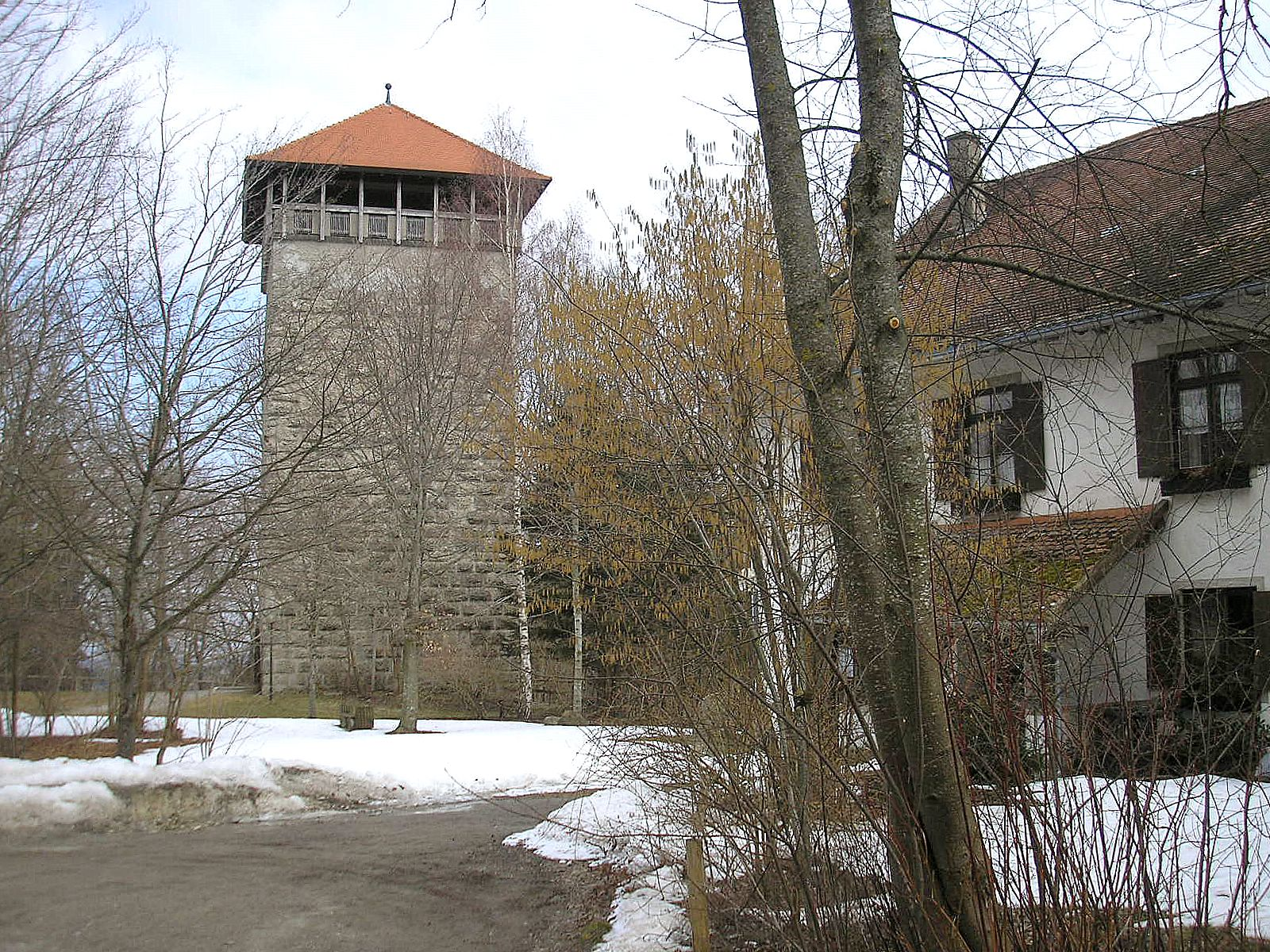
Burg Kemnat

Das Allgäu und der mittelschwäbische Landkreis Unterallgäu galten bis etwa 1989/90 als eine der burgenkundlich am schlechtesten erschlossenen Regionen Bayerns. Die wenigen verfügbaren Übersichtswerke und Burgmonographien enthielten zahlreiche Unkorrektheiten und Fehlinterpretationen. Erst um 1990 begann die Fachwelt, sich ernsthafter mit der vernachlässigten Burgenlandschaft um die beiden Märchenschlösser Neuschwanstein und Schloss Hohenschwangau zu beschäftigen. Selbst die beiden großen Burgruinen Hohenfreyberg und Eisenberg bei Pfronten wurden überregional von der Öffentlichkeit nur wenig beachtet.
In Zusammenhang mit der Sanierung der Burgruine Hohenfreyberg begann man 1998 mit der Konzeption der Burgenregion Ostallgäu-Außerfern. Das kleine Projekt wurde hauptsächlich zur besseren touristischen Erschließung der Burganlagen um Füssen und Reutte initiiert. Die Maßnahmen beschränkten sich allerdings auf das Aufstellen von Infotafeln und die Publikation einer zusammenfassenden Broschüre.
Die „Burgenregion Ostallgäu-Außerfern“ wurde überraschend gut aufgenommen. Um die Burg Ehrenberg bei Reutte entwickelte sich gar eine „Burgenwelt“, die auch die frühneuzeitlichen Festungsanlagen Schlosskopf und Fort Claudia über der mittelalterlichen Veste mit einbezieht. Auf dem Gelände der Klause unterhalb des Ensembles findet jährlich eines der größten historischen Festivals Mitteleuropas statt (Ehrenberger Zeit).
2004/05 ergab sich zusätzlich die Möglichkeit, die Burgenregion über ein LEADER+-Projekt auf das gesamte bayerische Allgäu und südliche Mittelschwaben auszudehnen. Die „Burgenregion Allgäu“ wurde vom Burgenbüro Joachim Zeune in Zusammenarbeit mit dem Designer Andreas Koop erarbeitet. Die Maßnahmen zur Erschließung der Burgenregion wurden mit drei Landkreisen und 23 Projektteilnehmern abgestimmt und in Zusammenarbeit mit regionalen Handwerksbetrieben realisiert.
Das Konzept umfasst allerdings nur 38 der etwa 300 nachweisbaren mittelalterlichen Burgstellen des Allgäus und des südlichen Mittelschwaben. Vornehmlich aus besitzrechtlichen Gründen konnten einige der bedeutendsten Burganlagen der Region nicht integriert werden. So fehlen etwa die Burgruinen Helmishofen und Rettenberg und die Motte von Dietmannsried im Katalog der Burgenregion. Weitgehend unberücksichtigt blieben auch die zahlreichen vor- und frühgeschichtlichen bzw. frühmittelalterlichen Wallburgen und hochmittelalterlichen Burgställe im Hügelland vor den Allgäuer, Lechtaler und Ammergauer Alpen.

## Der Maßnahmenkatalog
Im Bereich der Burganlagen bieten zweisprachige, illustrierte Informationstafeln (deutsch/englisch) Grundinformationen über die jeweiligen Objekte. Je nach Größe und Bedeutung des Objektes wurden teilweise mehrere derartige Tafeln aufgestellt. Zusätzlich wurden einige kleine didaktische Inszenierungen geschaffen. Hierzu reaktivierte man die Rüstlöcher einiger Ruinen (Hohenfreyberg, Alttrauchburg) durch das Einhängen kleiner Gerüste, die mit Flachfiguren von „Steinsetzern“ versehen wurden. Diese Inszenierungen veranschaulichen die ehemalige Funktion solcher kleiner Öffnungen im Mauerwerk als Gerüstträger. Ähnliche Flachfiguren von Hakenbüchsenschützen stehen oder knien in einigen Schießscharten (Hohenfreyberg, Laubenbergerstein, Hohes Schloss Füssen) und auf dem Wehrgang der Stadtmauer zu Mindelheim.
Auf den Burgen Falkenstein und Hohenfreyberg wurden zwei reversible, also denkmalverträgliche Aussichtsplattformen eingebaut, die dem Besucher spektakuläre Rundblicke ermöglichen.
Vollplastische Burgmodelle in den örtlichen Museen zeigen die Burg Falkenstein (Zustand um 1270), die Neuenburg bei Durach (um 1600) und die Motte bei Seeg (um 1200). Andere Anlagen wurden als virtuelle Rekonstruktionen visualisiert und auf Flyern, im Internet oder den Infotafeln publiziert.
Während einiger Burgensanierungen konnten Interessierte tageweise bei Grabungen oder Renovierungsarbeiten mitwirken und so Einblick in die denkmalpflegerische Praxis der Burgenforschung erhalten. 2007 wurde zusätzlich eine Erlebnisbaustelle eingerichtet. Im Zuge dieser Maßnahme konnte die kleine Burgruine Schöneberg bei Betzigau vor dem endgültigen Abgang gerettet werden.
In der Nähe der Burg Alttrauchburg und in Mindelheim wurden zwei Mittelalter-Spielplätze eingerichtet. Unterhalb der Burg Falkenstein entstand mit der „Burg Greifenstein“ die aufwändigste derartige Anlage. Hier soll ein leicht verkleinerter Nachbau einer hochmittelalterlichen Turmhügelburg Kindern und Jugendlichen burgenkundliches Grundwissen vermitteln. Neben einer „Stechbahn“ mit einem pedalgetriebenen hölzernen Pferd, einer Kletterwand aus Glatt- und Buckelquadern, Wippen und Wackelstegen bietet eine der Spielplatz auch eine Bogenschießbahn, die allerdings nur unter Aufsicht benutzt werden kann.
Zur überregionalen Bewerbung der Burgenregion wurde eine Internet-Plattform eingerichtet. Aktuell bietet das Angebot jedoch nur Grundinformationen über die 38 Schlösser, Burgen und Stadtbefestigungen an.
Insgesamt betrug das finanzielle Gesamtvolumen des Projekts „Burgenregion Allgäu“ über 650 000 Euro, von denen 300 000 Euro durch Fördergelder abgedeckt werden konnten.

## Die Burgen, Schlösser und Stadtbefestigungen

### Schlösser

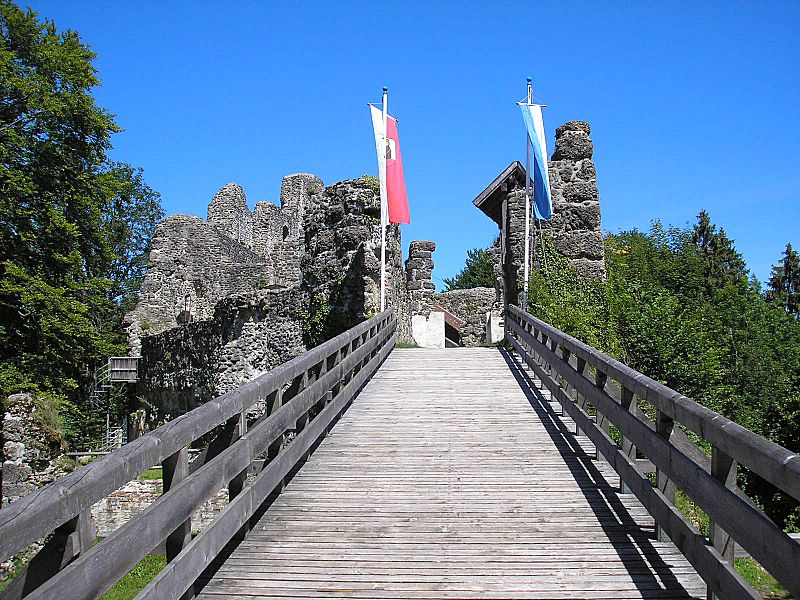
Burg Alttrauchburg

- Hohes Schloss Bad Grönenbach
- Schloss Hohenschwangau
- Hohes Schloss Füssen
- Schloss Hopferau
- Schloss Kronburg
- Mindelburg
- Schloss Neuschwanstein
- Schloss Weizern

### Ruinen
- Burg Alt- und Neu-Kalden
- Burg Alttrauchburg
- Burg Burgberg
- Burghalde Kempten
- Burg Eisenberg
- Burg Falkenstein
- Burg Fluhenstein
- Burg Hohenfreyberg
- Burg Hopfen
- Burg Hugofels
- Burg Kemnat
- Burg Langenegg
- Burg Laubenbergerstein
- Burg Nesselburg
- Burg Neuenburg
- Burg Rauhlaubenberg
- Burg Rothenfels
- Burg Rothenstein
- Burg Schöneberg
- Burg Sulzberg
- Burg Wagegg
- Burg Werdenstein
- Burg Wolkenberg

### Burgställe
- Burgstall Frauenstein
- Burg Hohentann
- Burgstall Burk (Seeg)

### Stadtbefestigungen
- Füssen
- Kaufbeuren
- Kempten (Allgäu)
- Mindelheim

## Burgentypen

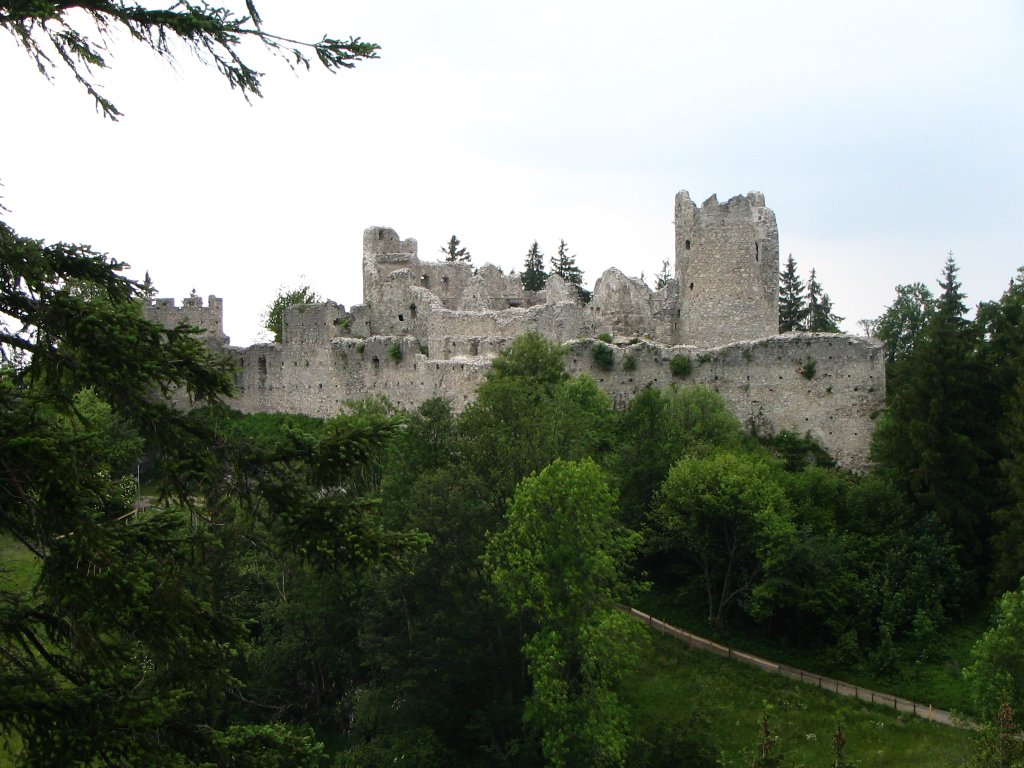
Burg Hohenfreyberg

Die 45 Objekte der Burgenregion umfassen nahezu alle wichtigen Burgentypen des Hoch- bis Spätmittelalters. Innerhalb einer Fläche von etwa 50 × 50 km können die wichtigsten burgenkundlichen Entwicklungsabschnitte deshalb nahezu vollständig studiert werden.
Den frühen hochmittelalterlichen Burgenbau repräsentiert die gut erhaltene Motte in Seeg-Burk. Die Fundamente einer steinernen Turmburg der Zeit um 1070 haben sich über Hopfen am See bei Füssen erhalten. Hochmittelalterliche Turmburgen aus etwas späterer Zeit sind bzw. waren die Vorgängerburg des Schlosses Neuschwanstein, die Ruinen Burgberg und Sulzberg. Jüngere Wohntürme finden sich auf der Burghalde Kempten und in Langenegg.
Ein bedeutender Donjon französisch-schweizerischer Prägung ist der Hauptturm der Burg Hugofels bei Immenstadt (Anfang 13. Jahrhundert). „Feste Häuser“ dieser Epoche stehen auf den Burgen Falkenstein und Alttrauchburg.
Den klassischen hochmittelalterlichen Burgenbau veranschaulichen die Burgen Laubenbergerstein, Neuenburg, Sulzberg, Wolkenberg und Kemnat. Diese Anlagen besaßen jeweils einen Palas und einen massiven Bergfried und waren von einer Ringmauer umgeben.
Starke Schildmauern des ausgehenden 13. Jahrhunderts schützten die Nesselburg über Nesselwang und die Burg Grönenbach. Um 1306 wurde auch auf der Alttrauchburg eine mächtige Schildmauer errichtet. Die kleine konzeptionsverwandte „Kompaktburg“ Fluhenstein entstand erst um 1360.
Der eher seltene Bautypus der Mantelmauerburg wurde im frühen 14. Jahrhundert zur Anlage der Burg Eisenberg verwendet. Die Burg bildet zusammen mit der nur fünf Gehminuten entfernt liegenden Burg Hohenfreyberg eine der bedeutendsten Burgengruppen Zentraleuropas. Dieser späte Burgneubau ist eigentlich ein Anachronismus. Die Veste entstand erst im ausgehenden Mittelalter in der Gestalt einer hochmittelalterlichen Gipfelburg aus der Zeit der Staufer.
Der mächtige, allerdings weitgehend rekonstruierte Artillerieturm auf Laubenbergerstein stammt aus der Mitte des 15. Jahrhunderts und dokumentiert den Versuch, mit der rasanten waffentechnischen Entwicklung dieser Epoche Schritt zu halten.
Eines der prächtigsten erhaltenen spätgotischen Burgschlösser Deutschlands ist das Hohe Schloss über Füssen mit seinen farbigen Illusionsmalereien. Die Kronburg ist eine frühneuzeitliche Kastellburg. Ein Burgschloss italienischer Prägung bildet den Kern des im 19. Jahrhundert umgestalteten Schlosses Hohenschwangau.
Die Schlösser und Hopfen und Weizern sind typische, nur leicht befestigte kleinere Edelsitze nachmittelalterlicher Zeitstellung.
Höhepunkte der Burgenromantik des 19. Jahrhunderts sind die beiden weltbekannten Königsschlösser Neuschwanstein und Hohenschwangau unter dem Säuling, dem markanten Grenzberg zwischen Oberbayern, Schwaben und Tirol.
Die Stadtbefestigungen von Füssen, Kaufbeuren, Kempten und Mindelheim wurden im Spätmittelalter artilleriegerecht ausgebaut. Längere Mauerstrecken mit Wehrgängen haben sich besonders in Füssen und Kaufbeuren erhalten.
Im angrenzenden Außerfern finden sich zudem noch charakteristische Beispiele weiterer Befestigungstypen wie die kleine Grottenburg Loch bei Unterpinswang und das riesige Festungssystem um die Burg Ehrenberg bei Reutte. Über Vils steht ein mächtiger stauferzeitlicher, zeitweise bewohnbarer Bergfried auf einem Felskopf über dem Vilstal (Burg Vilsegg).